# 左營店仔頂慈德宮
左營店仔頂慈德宮，位於台灣高雄市左營區店仔頂，主祀天上聖母和福德正神，屬於左營六七甲的主廟，亦為鳳邑舊城城隍廟興隆內外里十三公廟之一。

## 簡介

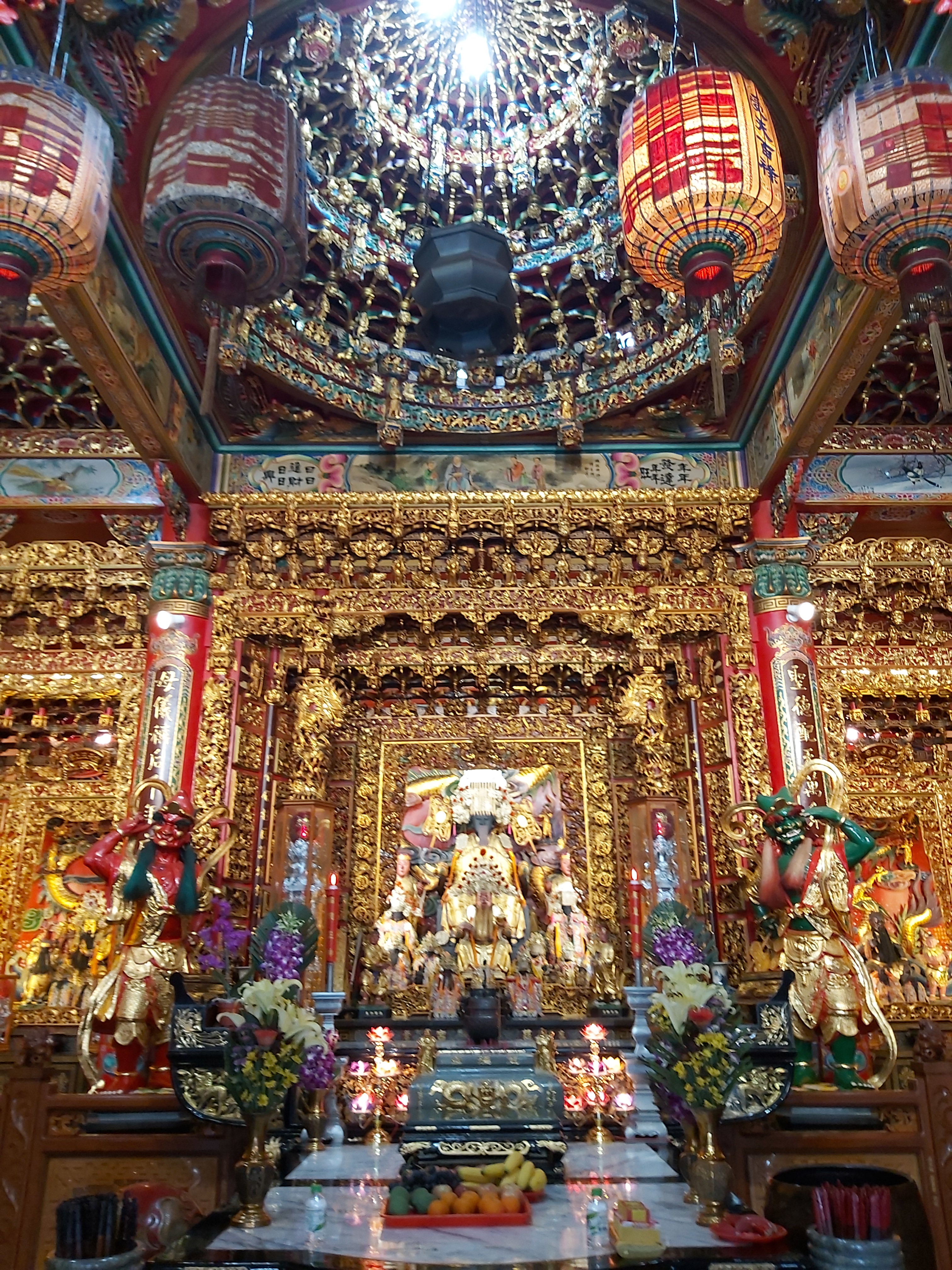
左營店仔頂慈德宮正殿天上聖母神龕，主祀天上聖母與福德正神。

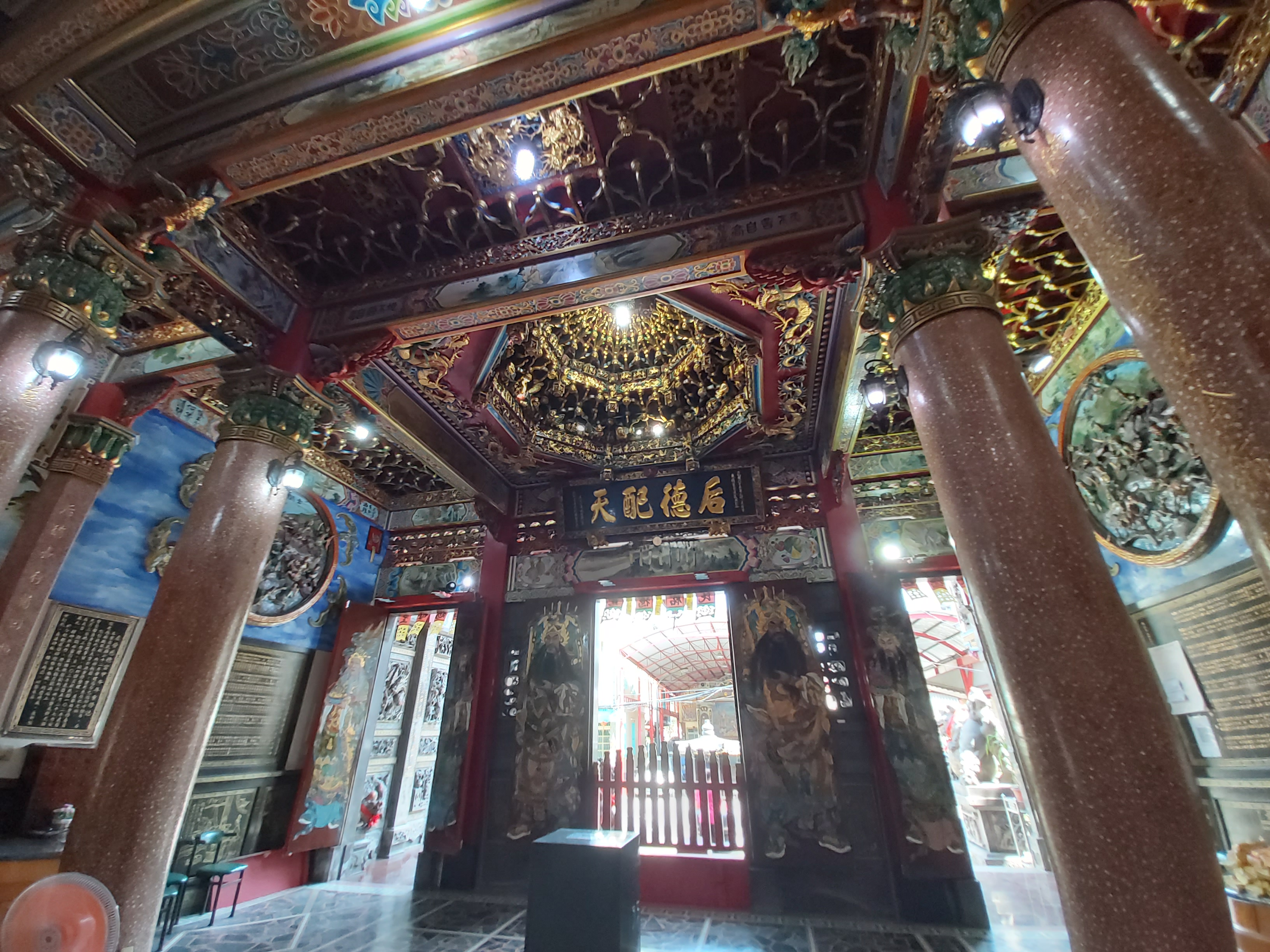
三川殿「后德配天」匾

清治時期康熙二十六年（1687年），楊姓先民於畑頭建祠供奉土地公，當時四周一片荒蕪，居民每逢五穀豐收，就會舉行祭典祭祀土地公。
道光元年（1821年），因六七甲人丁旺盛，欲建廟奉祀本甲主神，經由陳鼎元老師爺協調，自左營元帝廟迎奉天上聖母、福德正神、玄天三上帝三尊神，於現址建築簡陋廟宇，並定名慈德宮。後於日治時期明治四十三年（1910年）增祀迎自舊城東門外先農壇的神農大帝，大正十年（1921年）又增供釋迦佛祖。
昭和十六年（1941年）中日戰爭期間，慈德宮被日本政府下令拆除，改為「農事實行組合事務所」，之後又改為「防衛團支部」。慈德宮少數神尊被信徒冒險請回家，其他神尊被強制移至大崗山超峰寺。戰後信徒重修慈德宮，增建拜亭和兩廂，並將疏散到信徒家中的神尊和移到大崗山的神尊迎回慈德宮奉祀。
民國64年（1975年）因廟宇破舊，經信徒共同決議重建廟宇，民國65年（1976年）竣工落成，並在兩側廂房增奉九天玄女娘娘及順天聖母。民國102年（2013年）重修，民國103年（2014年）入火安座。
民國106年（2017年）舉行南巡北狩，北狩至宜蘭縣蘇澳鎮，南巡至高雄市鼓山區，參訪南方澳南天宮、大甲鎮瀾宮、北港朝天宮、笨港口港口宮，並至大龜山恭請聖火回駕遶境安座。

## 祀神
左營店仔頂慈德宮主祀天上聖母、福德正神，陪祀神農大帝、北極玄天三上帝、九天娘娘、順天聖母、西天佛祖、太歲星君，配祀虎爺、千里眼順風耳將軍、撑扇宮女、招財郎君、進寶神童、五谷百草神童、康趙元帥、撑印撑旨宮女、花公花婆。

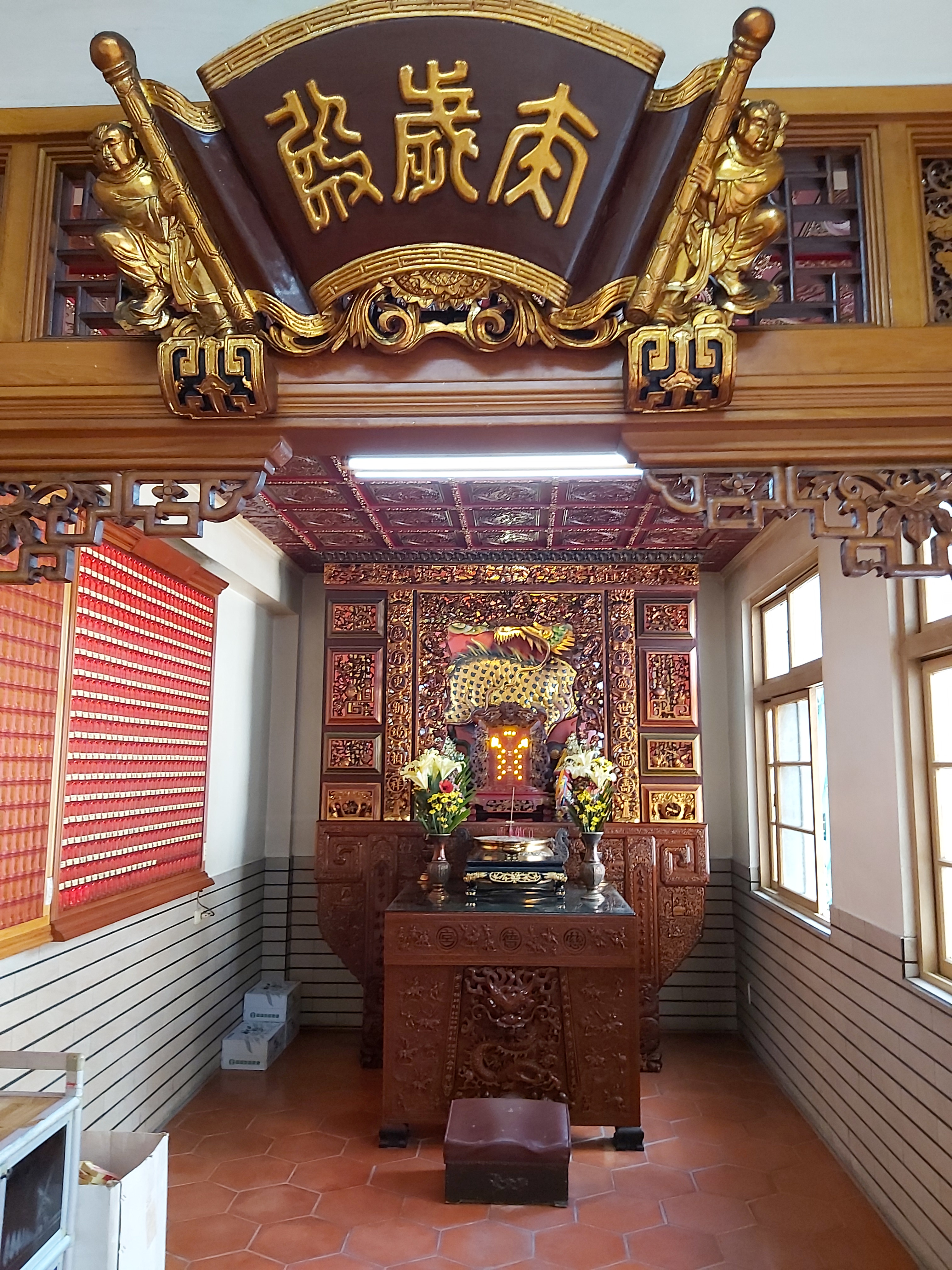
太歲殿
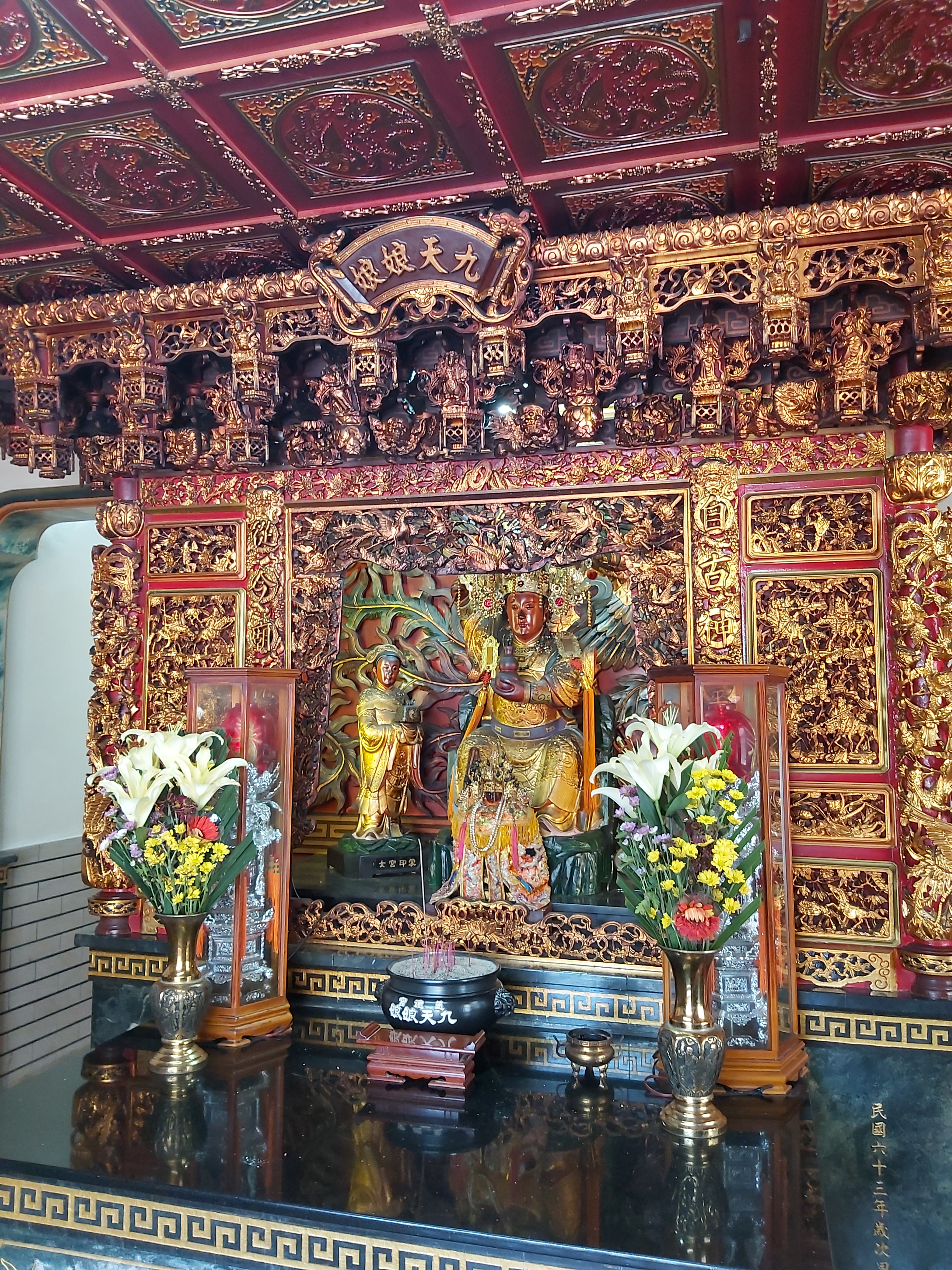
九天娘娘
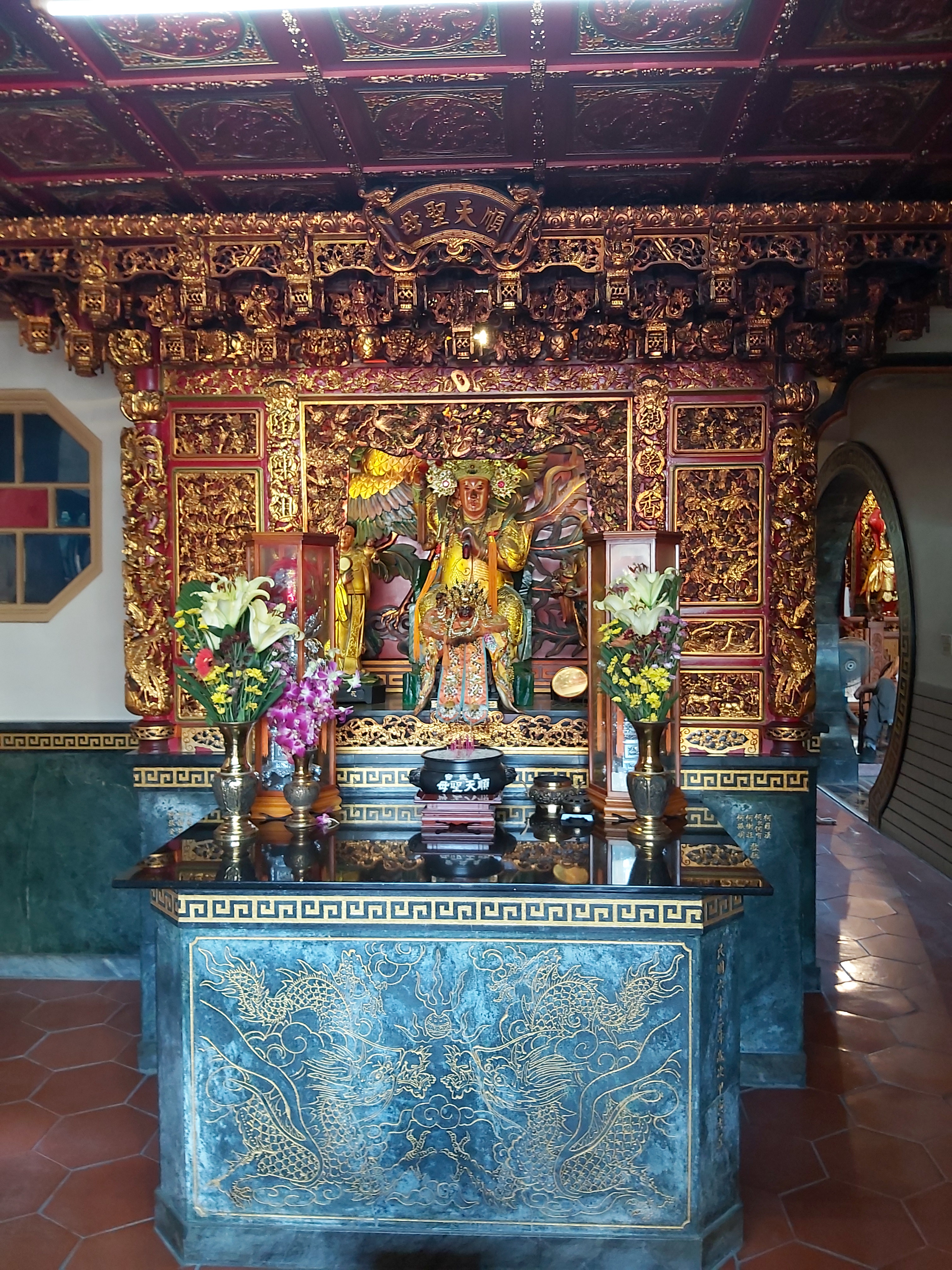
順天聖母
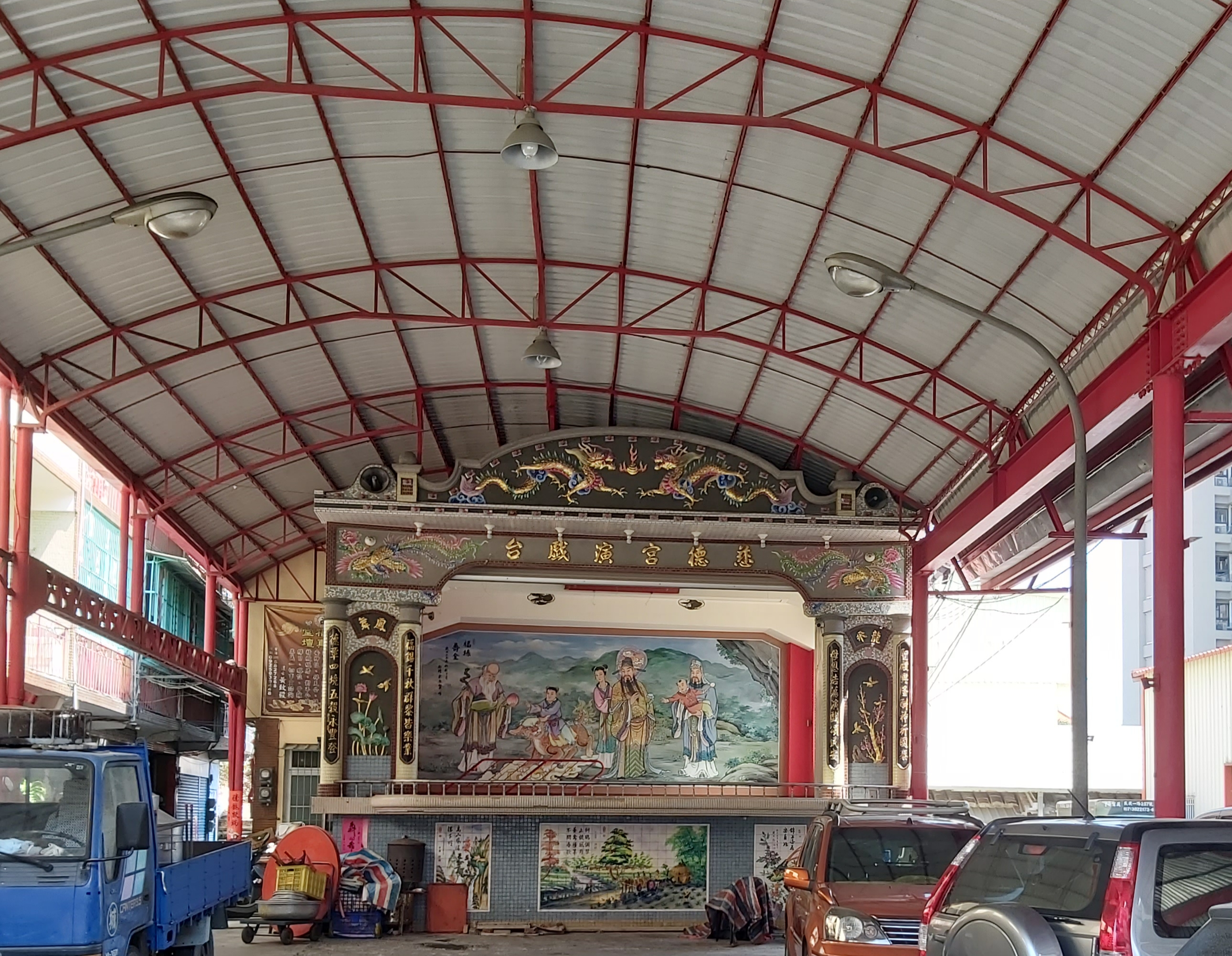
酬神演戲台

## 外部連結
- 店仔頂慈德宮-文化資源地理資訊系統 （页面存档备份，存于）
- 左營店仔頂慈德宮-微廟網-專業廟會微電影紀錄影片拍攝 （页面存档备份，存于）